# Te Ata
Pour plus de détails, voir Fiche technique et Distribution.
Te Ata est un film dramatique américain réalisé par Nathan Frankowski et sorti en 2016.

## Fiche technique
- Titre original : Te Ata
- Réalisation : Nathan Frankowski
- Scénario : Esther Luttrell et Jeannie Barbour
- Décors : Brent David Mannon
- Costumes : Beverly Safier
- Photographie : Ben Huddleston
- Montage : Nathan Frankowski
- Musique : Bryan E. Miller
- Producteur : Paul Sirmons
  - Producteur délégué : Robyn Elliott
  - Producteur associé : Angela Owen
- Sociétés de production :
- Société de distribution : Jupiter Films
- Pays d'origine :  États-Unis
- Langue originale : anglais
- Format : couleur
- Genre : Drame
- Durée : 101 minutes
- Dates de sortie :
  -  États-Unis :
    - 1er octobre 2016 (San Diego)
    - 13 octobre 2017 (en salles)

  -  France : 17 juillet 2019

## Distribution
- Q'orianka Kilcher : Te Ata Thompson Fisher
- Gil Birmingham : T.B. Thompson
- Brigid Brannagh : Bertie Thompson
- Graham Greene : Douglas Johnston
- Mackenzie Astin (en) : Dr Clyde Fisher
- Cindy Pickett : Miss Davis
- Tom Nowicki : Thurlow Lieruance
- Marissa Skell : Margaret